# Nishio Tadanari
Nishio Tadanari est un nom japonais traditionnel ; le nom de famille (ou le nom d'école), Nishio, précède donc le prénom (ou le nom d'artiste).
Nishio Tadanari (西尾 忠成, 1653 - 30 novembre 1713) est un daimyō du début de l'époque d'Edo de l'histoire du Japon, à la tête des domaines de Tanaka et Komoro avant d'être finalement transféré au domaine de Yokosuka dans la province de Tōtōmi, où ses descendants gouvernent jusqu'à la restauration de Meiji.

## Biographie
Nishio Tadanari est le fils ainé de Nishio Tadaakira, daimyō du domaine de Tanaka dans la province de Suruga. Cependant, comme Tadaakira meurt en 1654, Tadanari lui succède à la tête du clan Nishio alors qu'il n'est encore qu'un enfant. Les revenus du domaine de Tanaka du temps des Nishio sont de 25 000 koku mais comme Nishio Tadatomo, l'oncle de Tadanari, se voit accorder 5 000 koku de territoire, les revenus du domaine sont réduits à 20 000 koku. En 1661, le jeune Tadanari est reçu en audience par le shogun Tokugawa Ietsuna et reçoit le titre de courtoisie Oki no kami et le rang de cour 5e inférieur. Le domaine de Tanaka revient à un statut de 25 000 koku après la mort de Nishio Tadatomo en 1675, mais peu de temps après, en 1679, le clan Nishio est transféré au domaine de Komoro dans la province de Shinano. Tadanari fait de grands efforts pour réparer les dommages causés par la mauvaise gestion de Sakai Tadayoshi, précédent seigneur de Komoro. Toutefois, il est transféré une fois de plus (après à peine trois ans à Shinano) au domaine de Yokosuka.
À Yokosuka, Tadanari fait encore de grands efforts pour améliorer la situation économique de son domaine, modernisant sa jōkamachi (ville-château) et divertissant les émissaires de la cour coréenne l'année même de son arrivée à Yokosuka (1682). Il est également réputé comme peintre habile et mécène des arts. Cependant, l'administration du domaine  devient un lourd fardeau, en particulier après le grand séisme de 1707 de l'ère Hōei, et il choisit de se retirer. Il transmet la position de chef du clan à son fils, Tadanao, au cours de l'été 1713.
Marié à une fille de Niwa Mitsushige, Tadanari décède à Sakurada, à l'extérieur d'Edo, à l'automne de la même année à l'âge de 61 ans. Sa tombe se trouve au Myōgen-ji dans l'actuelle ville d'Ageo de la préfecture de Saitama.

## Source de la traduction
- (en) Cet article est partiellement ou en totalité issu de l’article de Wikipédia en anglais intitulé « Nishio Tadanari » (voir la liste des auteurs).